# Juan Ramón López Muñiz
Juan Ramón López Muñiz (ur. 2 listopada 1968 w Gijón) – hiszpański trener i piłkarz, grający na pozycji obrońcy.

## Kariera piłkarska
Muñiz to wychowanek klubu Sporting Gijón. W latach 1986–1991 grał w rezerwach tego klubu. W 1988 roku był wypożyczony do CD Izarra. W 1991 roku zaczął występować w pierwszej drużynie Sportingu Gijón. W 1996 roku przeniósł się do Rayo Vallecano. W barwach tego klubu występował do 1999 roku, kiedy to odszedł do CD Numancia. W 2002 roku postanowił zakończyć karierę piłkarską.

## Kariera trenerska
W 2003 roku Muñiz rozpoczął karierę trenerską, kiedy został asystentem trenera Málaga CF. Na tym stanowisku pracował do 2004 roku. W 2006 roku, przez krótko prowadził zespół Marbella FC. W tym samym roku powrócił jednak do Málagi obejmując tym razem funkcję pierwszego trenera. W 2008 roku został zwolniony z tego stanowiska. Następnie w tym samym roku objął zespół Racing Santander. Z tego stanowiska został zwolniony w 2009 roku. W 2009 roku ponownie objął funkcję trenera Málagi CF. Na tym stanowisku utrzymał się do 2010 roku. W tym samym roku został asystentem trenera ukraińskiego klubu Dnipro. W 2014 roku przestał pełnić tę funkcję. W 2015 roku został trenerem AD Alcorcón. Tę funkcję pełnił do 2016 roku, kiedy to został szkoleniowcem Levante UD. Z tym zespołem w sezonie 2016/17 wywalczył awans do Primera División, jednak w 2018 roku z powodu słabych wyników w tych rozgrywkach, został zwolniony ze stanowiska trenera Levante. W czerwcu 2018 roku ponownie został trenerem Málagi.